# ONIX (software)
Onix is een toepassing om boekdata, dat wil zeggen alle gegevens die zinvol zijn voor de beschrijving van een boek, elektronisch te kunnen transporteren.
ONIX staat voor Online Information eXchange. Het heeft betrekking op een standaardschema dat uitgevers kunnen gebruiken bij het elektronisch verspreiden van informatie over hun boeken onder groothandels, boekhandels, collega-uitgevers en anderen die betrokken zijn bij de verkoop van boeken.